# 리 유형 군
수학에서, 특히 군 이론에서 리 유형 군이라는 문구는 일반적으로 유한체에 값이 있는 환원적 선형 대수군의 유리점 군과 밀접하게 관련된 유한군을 가리킨다. '리 유형 군'이라는 문구는 널리 받아들여진 정확한 정의가 없다. 하지만 리 유형의 유한 단순군의 중요한 컬렉션은 정확한 정의를 가지고 있으며, 유한 단순군 분류에서 대부분의 군을 구성한다.
리 유형 군 (Group of Lie type)이라는 이름은 (무한) 리 군과 밀접한 관련이 있기 때문에 붙은 것이다. 왜냐하면 콤팩트 리 군은 실수체에 대한 환원적 선형 대수군의 유리점으로 볼 수 있기 때문이다.
리 유형의 군에 표준 참고 자료 : 'Dieudonné (1971)', 'Carter(1989)'

## 고전군
이 질문에 대한 초기 접근 방식은 카미유 조르당 (Jordan (1870))이 유한체 (有限體)와 다른 체에서 소위 고전군을 정의하고 자세히 연구한 것에서 시작되었다. 이러한 군은 레너드 유진 딕슨과 장 디오도네가 연구했다. 에밀 아르틴은 우연의 경우를 분류하기 위해 이러한 군의 순서를 조사했다.
고전군은 대략적으로 말해서 특수한 선형, 직교, 심플렉틱 또는 단위 군이다. 이러한 군에는 파생된 부분군 또는 중앙 몫을 취하여 주어진 여러 가지 사소한 변형이 있으며, 후자는 사영 선형 군을 생성한다. 이들은 실수에서 구성되는 것과 거의 같은 방식으로 유한체 (또는 다른 체)에서 구성될 수 있다. 이들은 슈발레 및 스테인베르그 군의 시리즈 An, Bn, Cn, Dn,2An, 2Dn에 해당한다.

## 슈발레 군
슈발레 군은 유한체 위의 리 군으로 생각할 수 있다. 이 이론은 대수군 이론과 클로드 슈발레 (슈발레 (1955))의 리 대수에 대한 연구를 통해 명확해졌으며, 이를 통해 슈발레 군 개념이 고립되었다. 클로드 슈발레는 모든 복소 단순 리 대수 (또는 보편적인 포괄 대수)에 대해 슈발레 기저 (일종의 적분 형태이지만 유한체 위)를 구성했으며, 이를 사용하여 정수 위의 해당 대수군을 정의하였다. 특히 그는 모든 유한체에서 값을 갖는 점들을 가질 수 있었다. 리 대수 An, Bn, Cn, Dn 의 경우, 이는 잘 알려진 고전군을 산출했지만, 그 구성은 또한 예외적인 리 대수 E6, E7, E8, F4 및 G2와 관련된 군을 산출했다. G2 유형 (때때로 딕슨 군이라고도 함)은 이미 'Dickson (1905)'에 의해 구축되었으며,  E6 유형은 레너드 유진 딕슨 'Dickson(1901)'에 의해 구축되었다.

## 스테인베르그 군
슈발레의 구성은 알려진 모든 고전군을 산출하지 않았다. 그는 단위 군과 비분할 직교 군은 생략했다. 로베르트 스테인베르그는 논문에서 (Steinberg (1959)) 슈발레의 구성을 수정하여 이러한 군과 두 개의 새로운 집합 3D4, 2E6,을 산출했다. 두 번째 집합은 자크 티츠 (티츠 (Tits(1958))가 다른 관점에서 거의 같은 시기에 발견했다. 이 구성은 일반 선형 군에서 단위 군의 일반적인 구성을 일반화한다.
단위 군은 다음과 같이 발생한다. 복소수에 대한 일반 선형 군은 딘킨 도표 An 을 역으로 하여 주어진 다이어그램 자기 동형 사상 (전치 역수를 취하는 것과 일치)과 복소 켤레를 취하여 주어진 체 자기 동형 사상을 가지며, 이는 교환할 수 있다. 단위 군은 이 두 자기 동형 사상의 곱의 고정점 군이다.
마찬가지로 많은 슈발레 군은 딘킨 도표의 자기 동형 사상에 의해 유도된 다이어그램 자기 동형 사상과 유한 체의 자기 동형 사상에 의해 유도된 체의 자기 동형 사상을 갖는다. 단위 경우와 유사하게, 스테인베르그는 다이어그램과 체의 자기 동형 사상의 곱의 고정점을 취하여 군의 집합을 구성했다.
이것들은 다음을 산출하였다.
- An의 2차 자기 동형 사상에서 단위 군 2An;

- Dn의 2차 자기 동형 사상에서 추가 직교 군 2Dn;

- E6의 2차 자기 동형 사상에서 새로운 급수 2E6;

- D4의 3차 자기 동형 사상에서 새로운 급수 3D4,.

3D4 유형의 군은 실수에 대한 유사점이 없다. 복소수에는 3차 자기 동형 사상이 없기 때문이다.
D4 다이어그램의 대칭성도 삼중성을 발생시킨다.

## 스즈키-리 군
미치오 스즈키 (스즈키(1960))는 언뜻 보기에 알려진 대수군과 관련이 없어 보이는 새로운 무한 군 시리즈를 발견했다. 이임학 (리(1960, 1961))는 대수군 B2가 특성 2에서 제곱이 프로베니우스 자기 동형인 "추가" 자기 동형을 가지고 있다는 것을 알아냈다. 그는 특성 2의 유한체에도 제곱이 프로베니우스 사상인 자기 동형이 있다면, 로베르트 스테인베르그의 구성과 유사한 것이 스즈키 군을 산출한다는 것을 발견했다. 그러한 자기 동형을 가진 체는 22n+1차의 체가 되고, 해당 군은 스즈키 군이 된다.

2B2(22n+1) = Suz(22n+1).
(엄밀히 말해서, 군 Suz(2)는 단순하지 않기 때문에 스즈키 군으로 간주되지 않는다. 그것은 20차 프로베니우스 군이다.)
이임학은 F4와 G2가 특성 2와 3에서 추가 자기 동형을 갖는다는 사실을 사용하여 단순 그룹의 두 개의 새로운 유사한 체
2F4(22n+1) 와
2G2(32n+1)
를 찾을 수 있게 되었다.
(대략적으로 특성 p에서 다이어그램 자기 동형을 취할 때, 딘킨 도표에서 중복도 p의 결합에 있는 화살표를 무시할 수 있다.) 2F4 유형의 가장 작은 군 2F4(2)는 단순하지 않지만, 티츠 군이라고 하는 지수 2의 단순 부분군이 있다. 2G2유형의 가장 작은 군 2G2(3)는 단순하지 않다. 하지만 지수 3의 단순 정규 부분군이 있으며, A1(8)과 동형이다.
유한 단순군의 분류에서 리 군
2G2(32n+1)
은 구조를 명확하게 파악하기 가장 어려운 군이다. 이러한 군은 또한 최초의 현대 산발 군을 발견하는데 큰 역할을 했다. 이들은 q = 3n에 대해 Z/2Z × PSL(2, q) 형태의 역전 중심화자를 가지고 있으며, 유사한 형태 Z/2Z × PSL(2, 5)의 역전 중심화자를 가진 군을 조사하여 즈보니미르 얀코는 산발 군 J1을 발견했다.
스즈키 군은 3으로 나누어 떨어지지 않는 차수를 가진 유일한 유한 비아벨 단순군이다. 이들은 차수 22(2n+1)(22(2n+1) + 1)(2(2n+1) − 1)을 갖는다.

## 유한 단순군과의 관계
리 유형의 유한군은 순환군, 대칭군, 교대군에 이어 수학에서 처음으로 고려된 군 중 하나였으며, 소수 유한체 PSL(2, p)에 대한 사영 특수 선형군은 1830년대에 에바리스트 갈루아에 의해 구성되었다. 리 유형의 유한군에 대한 체계적인 탐구는 사영 특수 선형군 PSL(2, q)가 q ≠ 2, 3에 대해 단순하다는 카미유 조르당의 정리에서 시작되었다. 이 정리는 고차원 사영군으로 일반화되고 유한 단순군의 중요한 무한 패밀리 PSL(n, q)를 산출한다. 다른 고전적 군은 20세기 초에 레너드 유진 딕슨에 의해 연구되었다. 1950년대에 클로드 슈발레는 적절한 재구성 후 반단순 리 군에 대한 많은 정리가 임의의의 체 k에 대한 대수군에 대한 유사성을 허용하여 현재 슈발레 군이라고 하는 것을 구성하게 되었다는 것을 알아냈다. 컴팩트 단순 리 군의 경우와 마찬가지로, 해당 군은 추상 군 (티츠 단순성 정리)처럼 거의 단순하다는 것이 밝혀졌다. 19세기부터 다른 유한 단순 군(예: 마티외 군)이 존재한다는 사실이 알려졌지만, 점차 거의 모든 유한 단순 군이 순환 군과 교대 군과 함께 슈발레의 구성을 적절히 확장하여 설명할 수 있다는 공식이 형성되었다. 게다가 예외인 산발 군은 리 유형의 유한군과 많은 속성을 공유하며, 특히 티츠의 의미에서 기하학을 기반으로 구성하고 특성화할 수 있다.
(이 공식은 유한 단순 군의 분류로, 유한 단순 군 목록을 검사하면 유한 체에 대한 리 유형의 군에는 순환 군, 교대 군, 티츠 군 및 26개의 산발 단순 군을 제외한 모든 유한 단순 군이 포함됨으로 정리되었다.)

## 리 유형의 소규모 군
일반적으로 단순 연결 단순 대수군의 엔도모사상에 연관된 유한 군은 단순 군의 보편적 중심 확장이므로, 완벽하고 사소한 슈어 승수 (乘數)를 갖는다. 그러나 위의 체에서 가장 작은 군 중 일부는 완벽하지 않거나 "예상"보다 큰 슈어 승수를 갖는다.
그룹이 완벽하지 않은 경우는 다음과 같다.
- A1(2) = SL(2, 2) 6차로 풀 수 있음. (3개 지점의 대칭군)
- A1(3) = PSL(2, 3) 12차로 풀 수 있음. (4개 지점의 교대군)
- 2A2(4)은 풀 수 있음.
- B2(2)은 완벽하지는 않지만, 6개 지점의 대칭군과 동형이어서 파생된 부분군의 지수가 2이고 360차의 단순군이다.
- 2B2(2) = Suz(2) 20차로 풀 수 있음. (프로베니우스 군)
- 2F4(2)은 완벽하지는 않지만 파생된 군의 지수가 2이고 단순 티츠 군이다.
- G2(2)은 완벽하지는 않지만 파생된 군의 지수가 2이고 6048차의 단순군이다.
- 2G2(3)은 완벽하지는 않지만 파생된 군의 지수가 3이고 504차의 단순군이다.

군이 완벽하지만, 예상보다 슈어 승수가 큰 경우는 다음과 같다.
- A1(4) 슈어 승수는 Z/2Z가 하나 더 있으므로, 단순 그룹의 슈어 승수는 1이 아닌 2차이다.

- A1(9) 슈어 승수는 Z/3Z가 하나 더 있으므로, 단순 그룹의 슈어 승수는 2가 아닌 6차이다.

- A2(2) 슈어 승수는 Z/2Z가 하나 더 있으므로, 단순 그룹의 슈어 승수는 1이 아닌 2차이다.

- A2(4) 슈어 승수는 Z/4Z × Z/4Z가 하나 더 있으므로, 단순 그룹의 슈어 승수는 3이 아닌 48차이다.

- A3(2) 슈어 승수는  Z/2Z가 하나 더 있으므로, 단순 그룹의 슈어 승수는 1이 아닌 2차이다.

- B3(2) = C3(2) 슈어 승수는 Z/2Z가 하나 더 있으므로, 단순 그룹의 슈어 승수는 1 대신 2차이다.

- B3(3) 슈어 승수는 추가 Z/3Z를 가지므로, 단순 그룹의 슈어 승수는 2 대신 6차이다.

- D4(2) 슈어 승수는 추가 Z/2Z ×  Z/2Z를 가지므로, 단순 그룹의 슈어 승수는 1 대신 4차이다.

- F4(2) 슈어 승수는 추가  Z/2Z를 가지므로, 단순 그룹의 슈어 승수는 1 대신 2차이다.

- G2(3) 슈어 승수는 추가 Z/3Z를 가지므로, 단순 그룹의 슈어 승수는 1 대신 3차이다.

- G2(4) 슈어 승수는 추가  Z/2Z를 가지므로, 단순 그룹의 슈어 승수는 1 대신 2차이다.

- 2A3(4) 슈어 승수는 추가 Z/2Z를 가지므로, 단순 그룹의 슈어 승수는 1 대신 2차이다.

- 2A3(9) 슈어 승수는 추가 Z/3Z × Z/3Z가 있으므로, 단순군의 슈어 승수는 4 대신 36차이다.

- 2A5(4) 슈어 승수는 추가 Z/2Z × Z/2Z가 있으므로, 단순군의 슈어 승수는 3 대신 12차이다.

- 2E6(4) 슈어 승수는 추가 Z/2Z × Z/2Z가 있으므로, 단순군의 슈어 승수는 3 대신 12차이다.

- 2B2(8) 슈어 승수는 추가 Z/2Z × Z/2Z가 있으므로, 단순군의 슈어 승수는 1 대신 4차이다.

다양한 리 유형의 작은 군 (및 교대 군) 사이에는 "우연적" 동형 사상이 당혹스러울 정도로 많다. 예를 들어, 그룹 SL(2, 4), PSL(2, 5) 및 5개 지점의 교대 그룹은 모두 동형이다.
이러한 예외의 전체 목록은 유한 단순 그룹 목록을 참조할 것. 이러한 특수 속성 중 다수는 특정 산발적 단순 그룹과 관련이 있다.
교대 그룹은 때때로 하나의 원소가 있는 필드 위의 리 유형의 군인 것처럼 행동한다. 일부 작은 교대 그룹도 예외적인 속성을 갖는다. 교대 그룹은 일반적으로 2차의 외부 자기 동형 그룹을 갖지만, 6개 지점의 교대 그룹은 4차의 외부 자기 동형 그룹을 갖는다. 교대 그룹은 일반적으로 2차의 슈어 승수를 갖지만 6개 또는 7개 지점의 교대 그룹은 6차의 슈어 승수를 갖는다.

## 표기법 문제
리 유형의 유한군에 대한 표준 표기법은 없으며, 문헌에는 이에 대한 수십 개의 비호환적이고 혼란스러운 표기법이 나와 있다.
- 단순군 PSL(n, q)는 일반적으로 대수군 PSL(n)의 Fq- 값 점의 군 PSL(n, Fq)와 동일하지 않다. 문제는 SL(n) → PSL(n)과 같은 대수군의 전사 사상이 반드시 어떤 (비대수적으로 닫힌) 체에 값이 있는 해당 군의 전사 사상을 유도하지 않는다는 것이다. 유한 체에 값이 있는 다른 대수군의 점에도 비슷한 문제가 있다.

- An−1 유형의 군은 때때로 PSL(n, q) (사영 특수 선형 군) 또는 L(n, q)로 표시된다.

- Cn 유형의 군은 때때로 Sp(2n, q) (심플렉틱 군) 또는 (혼란스럽게도) Sp(n, q)로 표시된다.

- Dn 유형의 군("직교" 군)에 대한 표기법은 특히 혼란스럽다. 사용된 일부 기호는 O(n, q), O−(n, q), PSO(n, q), Ωn(q)이지만, 너무 많은 규칙이 있어서 명시적으로 지정하지 않고는 이것이 어떤 군에 해당하는지 정확히 말할 수 없다. 문제의 근원은 단순 군이 직교 군 O도 아니고 사영 특수 직교 군 PSO도 아니지만 PSO의 하위 군이라는 것이다. 따라서 PSO는 고전적 표기법이 없다. 특히 심각한 함정은 ATLAS와 같은 일부 저자가 직교 군이 아닌 군에 대해 O(n, q)를 사용하지만, 해당 단순 군에 사용한다는 것이다. Ω, PΩ 표기법은 장 디외도네가 도입했지만, 그의 정의는 n ≤ 4에 대해 간단하지 않다. 따라서 n ≥ 5에서는 일치하지만, 더 낮은 차원에서는 일치하지 않는 약간 다른 군에 대해 동일한 표기법을 사용할 수 있다.

- 스테인베르그 군의 경우, 일부 저자는 다른 저자가 2An(q)로 표시하는 군에 대해  2An(q2) (등등)을 쓴다. 문제는 두 개의 필드가 관련되어 있다는 것이다. 하나는 q2 순서이고, 다른 하나는 q 순서의 고정 필드이며, 사람들은 표기법에 어느 것을 포함해야 하는지에 대해 서로 다른 생각을 가지고 있다. "2An(q2)" 규칙은 더 논리적이고 일관성이 있지만, "2An(q)" 규칙은 훨씬 더 일반적이고 대수군 규칙에 더 가깝다.

- An(q)와 같은 그룹이 단순 연결 대수 그룹 또는 단순 연결 대수 그룹에서 값을 갖는 점의 그룹인지에 대한 저자의 의견은 다르다. 예를 들어, An(q)는 특수 선형 그룹 SL(n+1, q) 또는 사영 특수 선형 그룹 PSL(n+1, q)을 의미할 수 있다. 따라서 2A2(4)는 저자에 따라 4개의 다른 그룹 중 하나일 수 있다.

## 같이 보기
- 델리뉴-루스티그 이론 (리 형 유한군의 표현 이론)
- 모듈러 리 대수